# Зимові Паралімпійські ігри 2022
Зимові Паралімпійські ігри 2022 (англ. 2022 Winter Paralympics, кит.: 第十三届冬季残疾人奥林匹克运动会) — зимові Паралімпійські ігри, що відбулись у 2022 році в Пекіні, Китай. 13-ті зимові Паралімпійські ігри, які проводилися Міжнародним паралімпійським комітетом (МПК).
Пекін було обрано містом-організатором зимових Олімпійських і Паралімпійських ігор 2022 року в 2015 році на 128-й сесії МОК у Куала-Лумпурі, Малайзія. Беручи до уваги проведення літніх Паралімпійських ігор 2008 року, Пекін є першим містом, яке прийняло як літні, так і зимові Олімпійські і Паралімпійські ігри.
У цих іграх взяли участь 564 спортсмени, які представляли 46 національних паралімпійських комітетів (НПК), що змагалися в 78 змаганнях за медалі у шести видах спорту. На участь в Іграх вплинуло вторгнення Росії в Україну. Міжнародний олімпійський комітет (МОК) засудив Росію за порушення Олімпійського перемир'я і закликав виключити Росію та Білорусь з міжнародних спортивних змагань. Спочатку МОК оголосив, що спортсменам цих країн буде дозволено змагатися як незалежним атлетам під паралімпійським прапором. проте, 3 березня 2022 року, напередодні церемонії відкриття, після погроз бойкоту з боку кількох НПК, МОК оголосив, що білоруським та російським спортсменам буде заборонено брати участь у зимових Паралімпійських ігор 2022 року.

## Вибори місця проведення
У рамках офіційної угоди між Міжнародним паралімпійським комітетом та Міжнародним олімпійським комітетом, уперше створеним у 2001 році, переможець заявки на проведення зимових Олімпійських ігор 2022 року має також провести зимові Паралімпійські ігри 2022 року.
Пекін був обраний містом-господарем зимових Олімпійських ігор 2022 року після того, як 31 липня 2015 року на 128-й сесії МОК у Куала-Лумпурі, Малайзія, переміг Алмати чотирма голосами. Заявки також подали, але в остаточний перелік претендентів не були включені Львів, Краків, Стокгольм.
| Місто  | НОК       | 1-й раунд |
| Пекін  | Китай     | 44        |
| Алмати | Казахстан | 40        |

## Церемонія відкриття
Церемонія відкриття відбулася 4 березня 2022 року на Пекінському національному стадіоні.
Під час свого вступного слова президент МОК Ендрю Парсонс засудив російське вторгнення в Україну та обхід олімпійського перемир'я Росією, підкресливши, що паралімпійські спортсмени змагаються один з одним, а не «проти», і що «21 століття — це час діалогу та дипломатії, а не війни та ненависті». Фінальним факелоносцем став чотириразовий китайський золотий призер у параатлетиці Лі Дуань, який встановив смолоскип у центрі великої скульптури сніжинки.

## Церемонія закриття
Церемонія закриття відбулась 13 березня 2022 року.
Організатори змагання заборонили збірній України вийти на церемонію закриття в масках з написом «мир».

## Види спорту
Під час зимових Паралімпійських ігор 2022 року було розіграно 78 комплектів нагород у шести видах спорту, що на два менше, ніж у 2018 році. У червні 2019 року МОК відмовився від чотирьох із шести запропонованих дисциплін для жіночого сноуборду (залишивши лише слалом LL2 і сноуборд-крос), оскільки вони не відповідали необхідним критеріям життєздатності під час Чемпіонату світу з паралімпійського сноуборду 2019 року.

## Місця проведення

Паралімпійські кластери

### Пекінський кластер
об'єкти Олімпійського парку
- Пекінський національний центр водних видів спорту — керлінг
- Пекінський національний критий стадіон — парахокей
- Пекінський національний стадіон — церемонії відкриття та закриття
- Паралімпійське село в Пекіні
- Китайський національний конференц-центр — міжнародний телевізійний центр

### Кластер району Яньцін
- Національний гірськолижний центр КНР — гірські лижі
- Yanqing MMC: Медіа-центр
- Паралімпійське селище Яньцін
- Yanqing Medal Plaza

### КластерЧжанцзякоу
- Біатлонне поле Куяншу — лижні гонки
- Гірськолижний курорт Хуаліндун — біатлон
- Genting Resort — Медіа-центр
- Гірськолижний курорт Тайу — сноуборд
- Zhangjiakou Medals Plaza
- Паралімпійське село Чжанцзякоу

## Участь національних паралімпійських комітетів
Загалом 46 національних паралімпійських комітетів мають кваліфікованих спортсменів. Азербайджан, Ізраїль та Пуерто-Рико дебютували на зимових Паралімпійських іграх, а Ліхтенштейн, Естонія та Латвія повернулися вперше після Параолімпійських ігор в Ліллехаммері 1994 року, Солт-Лейку 2002 та Турині 2006 відповідно. Разом з Білоруським і Російським паралімпійським комітетами ще сім національних паралімпійських комітетів, які брали участь у Пхьончхані 2018, також не відправили свої делегації до Пекіна: Вірменія, Болгарія, Північна Корея, Сербія, Таджикистан, Туреччина та Узбекистан . Було встановлено новий рекорд — змагалися 138 спортсменок, що на п'ять більше, ніж 133 спортсменки у 2018 році.

### Заборона участі російським та білоруським спортсменам
24 лютого 2022 року, у перший день російського вторгнення в Україну, Міжнародний олімпійський комітет засудив порушення Росією Олімпійського перемир'я (яке триває від початку Олімпіади до кінця Паралімпіади). Президент МПК Ендрю Парсонс заявив, що доставити українську команду до Пекіна буде «грандіозним викликом». МОК закликав не вивішувати російські та білоруські прапори на жодному міжнародному спортивному заході, у зв'язку з підтримкою Білорусі агресії Росії, а чиновників Білоруського олімпійського комітету звинуватили в політичній дискримінації білоруських спортсменів. Російський прапор уже був заборонений на міжнародних спортивних змаганнях до грудня 2022 року через санкції Всесвітнього антидопінгового агентства (WADA), і його спортсмени спочатку брали б участь під назвою «RPC» (Паралімпійський комітет Росії).

Країни-учасниці зимових Паралімпійських ігор 2022
Країни-дебютанти на зимових Паралімпійських іграх
Місто-господар (Пекін))
Країни, яким заборонена участь

28 лютого 2022 року Виконавча рада МОК також закликала російських і білоруських спортсменів не допускати до участі в будь-яких міжнародних спортивних заходах. 2 березня 2022 року МПК оголосив, що російські та білоруські спортсмени будуть допущені до самостійної участі під паралімпійським прапором, при цьому їхні результати не враховуються в медальному заліку. У результаті критики з боку кількох національних паралімпійських комітетів, які погрожували бойкотувати Ігри, Міжнародний паралімпійський комітет 3 березня 2022 року скасував своє попереднє рішення, заборонивши російським та білоруським спортсменам брати участь у зимових Паралімпійських іграх 2022 року. У відповідь прес-секретар Володимира Путіна Дмитро Пєсков засудив МПК за таке рішення.
| Країни-учасники |
| --- |
| - Андорра (1) - Аргентина (2) - Австралія (7) - Австрія (16) - Азербайджан (1) - Бельгія (2) - Боснія і Герцеговина (2) - Бразилія (5) - Канада (45) - Чилі (4) - Китай (96) (Господар) - Хорватія (4) - Чехія (21) - Данія (1) - Естонія (5) - Фінляндія (6) - Франція (15) - Грузія (1) - Німеччина (18) - Велика Британія (21) - Греція (2) - Угорщина (1) - Ісландія (1) - Іран (4) - Ізраїль (1) - Італія (29) - Японія (29) - Казахстан (5) - Латвія (5) - Ліхтенштейн (1) - Мексика (1) - Монголія (3) - Нідерланди (8) - Нова Зеландія (3) - Норвегія (13) - Польща (11) - Пуерто-Рико (1) - Румунія (2) - Словаччина (28) - Словенія (1) - Південна Корея (32) - Іспанія (2) - Швеція (10) - Швейцарія (12) - Україна (20) - США (65) |

## Медальний залік
Україна зайняла друге місце у загальному медальному заліку. Всього збірна України здобула 29 медалей (золото — 11, срібло — 10, бронза — 8), взявши участь у змаганнях в 2 видах спорту (біатлон і лижні перегони).